# Ladignac-sur-Rondelles
Ladignac-sur-Rondelles är en kommun i departementet Corrèze i regionen Nouvelle-Aquitaine i de centrala delarna av Frankrike. Kommunen ligger  i kantonen Tulle-Campagne-Sud som tillhör arrondissementet Tulle. År 2022 hade Ladignac-sur-Rondelles 405 invånare.

## Befolkningsutveckling
Antalet invånare i kommunen Ladignac-sur-Rondelles
Referens:INSEE